# Fafirtin
Fafirtin (arab. فافرتين) – wieś w Syrii, w muhafazie Aleppo. W 2004 roku liczyła 507 mieszkańców.